# Sojuz 9

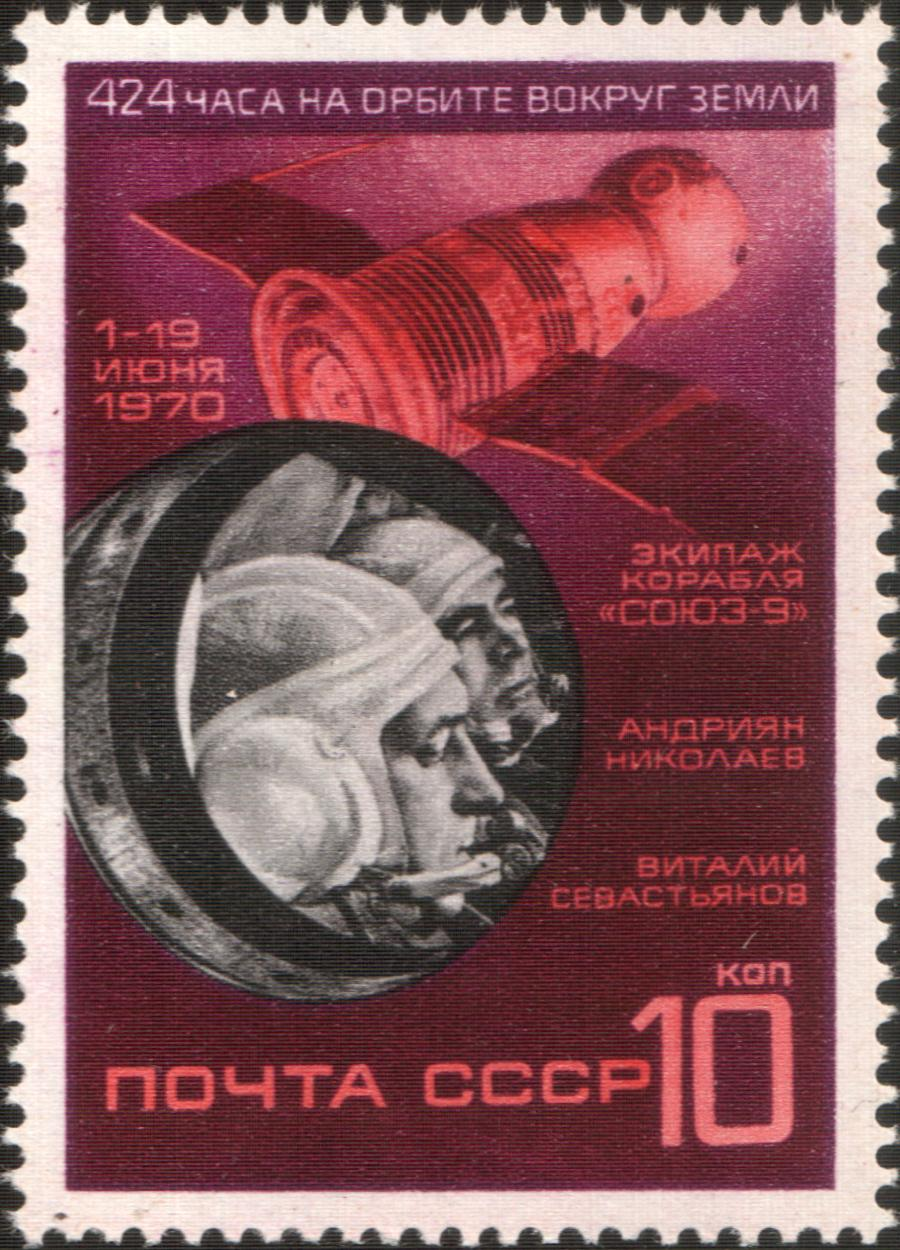
Sojuz 9 na radzieckim znaczku

Sojuz 9 (kod wywoławczy Сокол - „Sokół”) przetarł drogę dla stacji kosmicznych Salut, badając wpływ długotrwałego przebywania w stanie nieważkości na ludzki organizm.

## Załoga

### Podstawowa
- Andrijan Nikołajew (2) - dowódca
- Witalij Siewastjanow (1) - inżynier lotu

### Rezerwowa
- Anatolij Filipczenko (2)
- Gieorgij Grieczko (1)

### Druga rezerwowa
- Wasilij Łazariew (1)
- Walerij Jazdowski (1)

## Opis misji
Sojuz 9 wystartował 1 czerwca 1970 roku o godzinie 19 UTC. Był to pierwszy w dziejach nocny start załogowej misji kosmicznej. Początkowe parametry lotu: perygeum – 207 km, apogeum – 220 km, nachylenie 51,7°, czas okrążenia – 88,6 min. Lot trwał do 19 czerwca do godziny 11:59.
Załoga spędziła na orbicie 18 dni, przeprowadzając na sobie eksperymenty fizjologiczne i medyczne, a także badając psychologiczne efekty długotrwałego przebywania w kosmosie. Regularnie kontrolowali tętno, częstotliwość oddechu, ciśnienie krwi, działanie systemu krążenia i systemu nerwowego. Wykonywali systematycznie ćwiczenia gimnastyczne – rozciąganie sprężyn. Posługiwali się specjalnym elastycznym skafandrem, powodującym obciążenie mięśni ciała. Tętno Nikołajewa w stanie spoczynku wynosiło 68-80, a Siewastjanowa 60-70 uderzeń na minutę (u Nikołajewa było niższe niż w czasie lotu na Wostoku 3). Ciśnienie krwi i praca serca praktycznie nie uległy zmianom. Adaptacja do braku ciążenia nastąpiła po 10 godzinach, a koordynacja ruchowa po 3 dniach lotu. Apetyt uległ pewnemu osłabieniu i wystarczająca była racja 2600 kcal na dobę.  Dobowe spożycie wody wynosiło 1,6-1,8 dm³. W czasie lotu badano obiekty biologiczne: muszki Drosophila, kiełki pszenicy, jęczmienia, kultury chlorelli i wodorostów sinozielonych. Ponadto na statku dokonano:
- Fotografowania obiektów geologicznych, geograficznych oraz oceanologicznych w różnych rejonach Ziemi.
- Obserwacji i fotografowania zjawisk atmosferycznych, meteorologicznych oraz zaśnieżenia i zalodzenia.
- Badania zjawisk w przestrzeni kosmicznej w sąsiedztwie Ziemi.

Prowadzono eksperymenty nawigacyjne ze sterowaniem ręcznym w oparciu zarówno o astronawigację z wykorzystaniem gwiazd (Wega, Syriusz, Canopus, Deneb), jak i orientację w stosunku do obiektów naziemnych, a także ze sterowaniem automatycznym przy wykorzystaniu żyroskopów oraz ze zdalnym sterowaniem z Ziemi.  
Kosmonauci pozostawali w telewizyjnym kontakcie ze swoimi rodzinami, oglądali mecz mistrzostw świata w piłce nożnej, grali w szachy z kontrolą naziemną i głosowali w radzieckich wyborach.
Załoga ustanowiła rekord czasu przybywania w kosmosie (pobity dopiero przez załogę statku Sojuz 11) i sygnalizowała zmianę w priorytetach badań kosmicznych – zamiast wykonywać pojedyncze loty, trwające najwyżej kilka dni, jak w wypadku misji Apollo, kosmonauci musieli od tej pory żyć w przestrzeni kosmicznej.
Po powrocie na Ziemię, obaj członkowie załogi byli bardzo osłabieni. Pierwszego dnia czuli się tak, jakby poddano ich przeciążeniu 2 do 2,5 g. Stan ten ustąpił jednak po dwóch dobach. Pełna readaptacja do warunków ziemskich nastąpiła po 10 dniach. Okazało się, że trudniej jest readaptować się do warunków ziemskich niż adaptować do warunków lotu kosmicznego. Podczas pobytu na orbicie rezygnowali z części ćwiczeń na rzecz przeprowadzania dodatkowych eksperymentów naukowych. Reakcja ich organizmów na przedłużone przebywanie w stanie nieważkości spowodowała, że w kolejnych misjach znacznie więcej czasu poświęcano na regularne ćwiczenia.
Lot Sojuza 9 stanowił zarazem ostatnią próbę przed wysłaniem pierwszej w dziejach bazy satelitarnej Salut. Wystartowała z Ziemi 19 kwietnia 1971.